# Carl H. Clark
Carl H. Clark (ur. 19 sierpnia 1896, zm. ?) – kapitan pilot Wojska Polskiego. Uczestnik I wojny światowej, amerykański ochotnik podczas wojny polsko-bolszewickiej, kawaler Orderu Virtuti Militari. 

## Życiorys
Pochodził z Kansas w Stanach Zjednoczonych. 2 sierpnia 1917 roku wstąpił do armii brytyjskiej, gdzie został skierowany na kurs pilotażu. Ukończył go w listopadzie i od kwietnia 1918 roku służył jako pilot w jednostkach RAF.

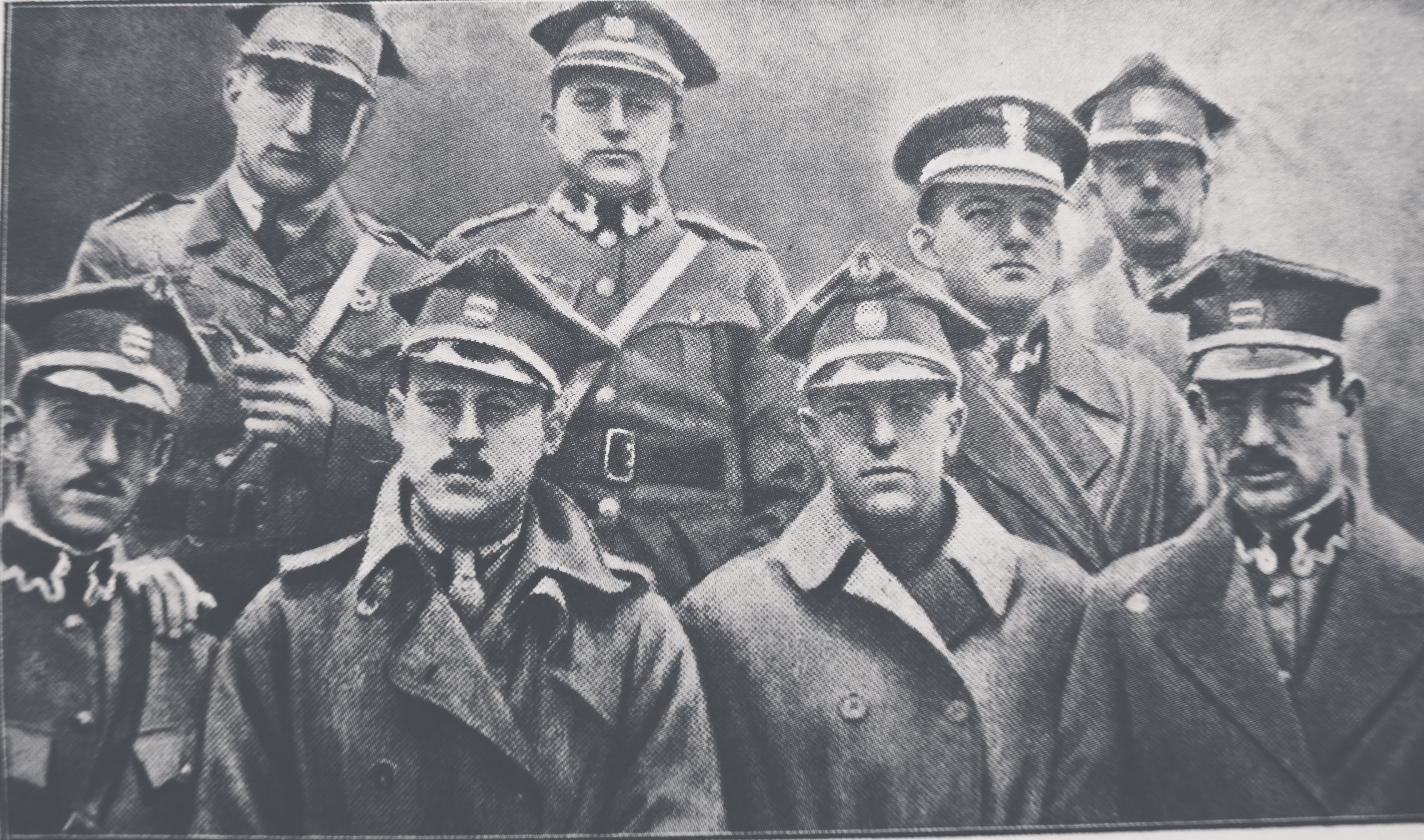
Pierwsi ochotnicy amerykańscy: Fauntleroy, Cooper, Corsi, Crawford, Shrewsbury, Clark, Rorison, Noble

Po zakończeniu I wojny światowej pozostał w Europie. Został zwerbowany przez mjr. Cedrica Fauntleroya do służby w polskim lotnictwie, był najstarszym z amerykańskich ochotników. 26 sierpnia 1919 roku podpisał z gen. Tadeuszem Rozwadowskim w Paryżu wstępną umowę na służbę w Wojsku Polskim i wyruszył z grupą innych amerykańskich pliotów pociągiem do Polski. Podróż odbywali udając konwojentów zaopatrzenia Czerwonego Krzyża. 14 września podpisał z Ministerstwem Spraw Wojskowych kontrakt na sześciomiesięczną służbę w Wojsku Polskim. Miesiąc później, 14 października, znalazł się grupie amerykańskich żołnierzy przyjętych na specjalnej audiencji u Naczelnika Państwa Józefa Piłsudskiego. 17 października dotarł do Lwowa i został przydzielony do 7 eskadry myśliwskiej.
W eskadrze wszedł w skład klucza „Kościuszko” dowodzonego przez Edwarda Corsiego. Od początku 1920 roku brał udział w przygotowaniach jednostki do osiągnięcia gotowości bojowej. Wykonywał, w zależności od warunków pogodowych, loty z których ten wykonywany 17 lutego zakończył się katastrofą. Zawiódł silnik, jego Albatros D.III został rozbity ale pilot nie poniósł obrażeń. Kolejną kraksę przeżył 18 kwietnia, również i w tym przypadku wyszedł z niej bez szwanku.
Razem z innymi lotnikami 7 eskadry myśliwskiej brał udział w operacji kijowskiej. Podczas pierwszego lotu bojowego, wykonanego 25 kwietnia 1920 roku, osłaniał polskie oddziały nacierające w kierunku Miropola. W trakcie lotu nie napotkał przeciwnika, był zmuszony wyrzucić zabrane bomby nad zalesionym obszarem. Tego dnia wykonał trzy loty bojowe, podczas ostatniego, w załodze z pil. Władysławem Konopką, zaatakowali nieprzyjacielski pociąg pancerny w rejonie Cudnowa. Loty bojowe kontynuował również następnego dnia, przeprowadzał rozpoznanie na rzecz 2 Armii, prowadzającej natarcie na Berdyczów. 26 kwietnia wykonał trzy loty bojowe, podczas których atakował wykryte oddziały Armii Czerwonej, stanowiska karabinów maszynowych, pociągi i tabory z zaopatrzeniem. Pierwszy nalot przeprowadził z minimalnego pułapu zaledwie dziesięciu metrów, co zakończyło się uszkodzeniem jego samolotu i koniecznością wymiany płata. Podczas drugiego lotu kontynuował ataki szturmowe na rozpoznane oddziały nieprzyjaciela. W trzecim locie atakował oddziały bolszewickie w Berdyczowie, ataki przeprowadzone przez niego i innych amerykańskich pilotów zdezorganizowały linię obrony nieprzyjaciela i ułatwiły polskim oddziałom zajęcie miasta.
2 maja przeprowadził samotny atak na dworzec kolejowy w Białej Cerkwi, w wyniku którego zginęło sześciu żołnierzy Armii Czerwonej i jedna krowa. Ponieważ działania bojowe na odcinku frontu obsługiwanym przez 7 eskadrę myśliwską stopniowo zamarły, Clark wraz z Cooperem i Corsim, został oddelegowani do Kijowa, gdzie wspierali polskie Breguety XIV atakujące oddziały Armii Czerwonej. 28 maja brał udział w ataku na nieprzyjacielskie statki na Dnieprze, który zakończył się zatopieniem największego z nich i uszkodzeniem monitora. Również i podczas tych ataków wyróżnił się odwagą i doskonałym opanowaniem pilotażu, schodził na wysokość kominów parowców i z tej wysokości je ostrzeliwał. 
W czerwcu Clark zachorował na ostre zapalenie płuc, co wyeliminowało go z lotów do końca działań bojowych. 17 września 1920 roku, na własną prośbę, został zwolniony ze służby w Wojsku Polskim. Dalsze jego losy nie są znane.

## Ordery i odznaki
Za swą służbę otrzymał odznaczenia:
- Krzyż Srebrny Orderu Wojskowego Virtuti Militari nr 3229 – 8 kwietnia 1921[18][19],
- Polowa Odznaka Pilota nr 108 – 11 listopada 1928 „za loty bojowe nad nieprzyjacielem w czasie wojny 1918–1920”[20],
- Krzyż Walecznych,
- Krzyż Żołnierzy Polskich z Ameryki.